# Benachinamaradi, Gokak
Benachinamaradi là một làng thuộc tehsil Gokak, huyện Belgaum, bang Karnataka, Ấn Độ.